# 7-Дорпеномлоп Албург
7-Дорпеномлоп Албург (нидерл. 7-Dorpenomloop Aalburg) — шоссейная однодневная велогонка, проходившая по территории Нидерландов с 2007 по 2018 год.

## История
Гонка была создана в 2007 году и изначально проводилась в рамках национального календаря. В 2011 году вошла в Женский мировой шоссейный календарь UCI.
Летом 2018 года, было объявлено что из-за финансовых причин и снижения интереса команда в 2019 году гонка не состоится. После этого она больше не проводилась.
Маршрут гонки проходил в провинции Северный Брабант. Старт и финиш располагался в городе Албург. Дистанция состояла из двух разных кругов — большого который преодолевали 3 раза и малого который преодолевали 2 раза. Общая протяжённость дистанции составляла 121,1 км.
Рекордсменкой стала нидерландка Марианна Вос, выигравшая 8 из 12 гонок. Свою восьмую победу в 2017 году она в день своего тридцатилетия. В последней гонке в 2018 году Вос не смогла принять участия из-за неполного восстановления после перелома ключицы.

## Призёры
| Год  | Победитель         | Второй             | Третий                |
| ---- | ------------------ | ------------------ | --------------------- |
| 2007 | Марианна Вос       | Ойнон Вуд          | Жаколиен Валлаард     |
| 2008 | Лус Маркеринк      | Элиза ван Хаге     | Марианна Вос          |
| 2009 | Марианна Вос       | Лус Маркеринк      | Ноортье Табак         |
| 2010 | Марианна Вос       | Ирис Слаппендел    | Люси Мартин           |
| 2011 | Марианна Вос       | Аннемик ван Влётен | Кирстен Вилд          |
| 2012 | Аннемик ван Влётен | Шелли Олдс         | Аманда Спратт         |
| 2013 | Марианна Вос       | Лисбет Де Вохт     | Эмма Юханссон         |
| 2014 | Марианна Вос       | Люси Гарнер        | Эмма Юханссон         |
| 2015 | Хлоя Хоскинг       | Марианна Вос       | Эми Питерс            |
| 2016 | Марианна Вос       | Лорен Китчен       | Анук Риджфф           |
| 2017 | Марианна Вос       | Моник Теннигло     | Деми де Йонг          |
| 2018 | Лорена Вибес       | Йип ван ден Бос    | Марьолейн ван'т Гелуф |